# Saint-Germain-de-Martigny
Saint-Germain-de-Martigny là một xã trong tỉnh Orne, vùng Normandie tây bắc nước Pháp. Xã Saint-Germain-de-Martigny nằm ở khu vực có độ cao trung bình 193 mét trên mực nước biển.